# Svederník
Svederník este o comună slovacă, aflată în districtul Žilina din regiunea Žilina, pe malul râului Dlhopoľka⁠(d). Localitatea se află la altitudinea de 335 m deasupra n.m., se întinde pe o suprafață de 11,56 km2 și în 2017 număra 1.180 de locuitori.

## Istoric
Localitatea Svederník este atestată documentar din 1321.

## Demografie
| An:                | 1994 | 2004    | 2014   | 2024    |
| ------------------ | ---- | ------- | ------ | ------- |
| Număr de persoane: | 902  | 1002    | 1048   | 1733    |
| Diferență:         |      | +11,08% | +4,59% | +65,36% |

| An:                | 2023 | 2024   |
| ------------------ | ---- | ------ |
| Număr de persoane: | 1702 | 1733   |
| Diferență:         |      | +1,82% |